# Козел гвинторогий
Козел гвинторогий або мархур (Capra falconeri) — вид ссавців роду козлів (Capra). Є національною твариною Пакистану.

## Поширення
Цей вид зустрічається в північно-східному Афганістані, північній Індії, північному і центральному Пакистані, південному Таджикистані та південному Узбекистані. Пристосований для гірської місцевості між 600 м і 3600 м над рівнем моря. Зазвичай можна знайти в чагарникових лісах, які складаються в основному з дуба, Quercus ilex; сосни, Pinus gerardiana; та ялівцю Juniperus macropoda.

## Стиль життя
Цей вид є денним, але найактивніший рано вранці та пізно ввечері. Харчується травою і листям.
Вагітність триває 135—170 днів і народжується 1-2 дітей. Тварини є статевозрілими в 18-30 місяців, а живуть 12-13 років. На них полюють хижаки як то вовк, сніговий барс, рись.

## Морфологія

### Морфометрія
У холці заввишки 650—1040 мм, голова й тіло завдовжки 1400—1800 мм, хвіст — 80-140 мм. Вага: 80-110 кг самців і 32-50 кг самиць.

### Опис
Хутро коротке і гладеньке влітку, довше взимку. Забарвлення хутра в обох статей загалом червонувато-сіре, маючи більш жовтувато-бурі відтінки влітку й більш сірі взимку. Є також темно коричнева смуга, що простягається від плечей до основи хвоста. кінцівки відносно короткі й товсті, копита широкі. Роги починаються близько один до одного, потім розходяться. Вони дуже широкі й спіральні, у самців до 1600 мм завдовжки, в самиць — до 250 мм.

## Підвиди
Capra falconeri
- Capra falconeri falconeri
- Capra falconeri heptneri
- Capra falconeri megaceros